# Гай Лициний Кальв
Гай Лици́ний Кальв (лат. Gaius Licinius (Macer) Calvus; умер в 48 или 47 году до н. э.) — древнеримский оратор и поэт из знатного плебейского рода Лициниев, сын анналиста Гая Лициния Макра, служившего одним из источников для Тита Ливия.

## Биография
Известно, что Гай Лициний родился в 82 году до н. э. Как оратор он был представителем новоаттического направления, которое, следуя афинским ораторам досократового времени, противопоставляло строгость речи Цицероновскому красноречию, щеголявшему полнотой и округленностью периодов, размеренностью речи, особым ораторским ритмом (numerus). Цицерону пришлось немало бороться с этим направлением молодой партии даровитых ораторов, чтобы сохранить своё значение первенствующего римского оратора; однако, он, всё-таки, вынужден был признать за Кальвом выработанность и строгое изящество речи. С особенным сочувствием о строгости красноречия Кальва выражался Квинтилиан, замечающий, что многие считают Кальва выше Цицерона. Столь же высокого мнения о его красноречии был и Корнелий Тацит, и только ритор Сенека Старший упрекает Гая Лициния за то, что он спорил о первенстве с самим Цицероном. Тацит говорит о 21 речи Кальва, но мы имеем сведения только о 10 его речах, от которых сохранились крайне скудные отрывки.
Наибольшей славой пользовались три речи Кальва против Ватиния, успех которых был отмечен и Катуллом в одном стихотворении. Отрывки речей Кальва — в сборнике Мейера «Oratorum Romanorum fragmenta». На поэтическом поприще Кальв был теснейшим образом связан с Катуллом; дружба их, засвидетельствованная в произведениях певца Лесбии (14, 50, 53, 96), перешла в историю, так что у римских поэтов следующего поколения (Горация, Тибулла и Овидия) Кальв и Катулл обычно упоминаются вместе. Эпиграммы и ямбы Кальва отличались особою едкостью, как можно судить по сохранившимся полуторным стихам эпиграммы на Юлия Цезаря и по двустишию на Помпея. От стихотворений Кальва до нас почти ничего не дошло. Умер Кальв не позже 47 года до н. э.